# Brachyistius aletes
Espèce
Brachyistius aletes est un poisson Perciformes du Pacifique à proximité de la Basse-Californie, Mexique.

## Référence
- Tarp : A revision of the family Embiotocidae (the surfperches). Fishery Bulletin Sacramento 88 pp 1-99.